# سرویوس (متخصص دستور زبان)
سرویوس (انگلیسی: Servius; ۱ ژانویهٔ ۰۳۶۳ – ۱ ژانویهٔ ۰۳۰۱) نویسنده، و شاعر اهل روم باستان بود.